# Memorial Severina Paraíso da Silva (Mãe Biu)
O Memorial Severina Paraíso da Silva (Mãe Biu), também referido como Memorial do Xambá: O Resgate de uma Herança, localiza-se na cidade de Olinda, no estado brasileiro de Pernambuco.

## História
Inaugurado em 12 de dezembro de 2002 no Terreiro Portão do Gelo, constitui-se no primeiro museu do estado dedicado à história e às tradições de uma casa de culto afro-brasileiro. A sua implantação é fruto de um projeto de pesquisa, desenvolvido desde 1993 sob a coordenação do babalorixá Adeildo Paraíso da Silva (Ivo do Xambá), pelos professores Hildo Leal Rosa, Antônio Albino e João Monteiro.
Sem exposição permanente, o seu acervo conta com fotografias, mapas, objetos e vestimentas que pertenceram à Ialorixá que empresta o nome ao terreiro e contam a história do terreiro, único barracão da Nação Xambá existente no país.
Em uma década de pesquisa, foram reunidas e catalogadas quase um milhar de fotografias, as mais antigas remontando às décadas de 1930 e de 1940.
Além de abrigar exposições, a proposta do museu é conscientizar os jovens sobre a importância de preservar a Nação Xambá e fazer com que os idosos também se fortaleçam nesse sentido.
Foi graças à resistência que a Nação Xambá conseguiu manter as suas características primitivas, tendo sido Mãe Biu a principal responsável. "Enquanto a maioria das casas de culto africano fundiram-se com as da Nação Nagô, ela impediu que o Terreiro Portão do Gelo sofresse influências de outras nações e perdesse suas características."
A Ialorixá, que comandou o terreiro de 1950 a 1993, seguia os ensinamentos de Maria das Dores da Silva (Maria Oiá). A casa de Maria Oiá foi fechada, em 1938, depois de perseguições policiais.